# FK Napredak Kruševac
El FK Napredak es un club de fútbol de Serbia con sede en la ciudad de Kruševac. El club fue fundado el 8 de diciembre de 1946, a través de una fusión de tres clubes del área local: el Zakić, el Badža y el 14. Oktobar. El club jugó su primer partido oficial contra el FK Makedonija, un equipo de Skopje, en enero de 1947, y desde la temporada 2016-2017 jugará en la Superliga Serbia.

## Historia
En 1949, el equipo se convirtió en campeón de Serbia y, por lo tanto, ascendió a la Primera Liga de Yugoslavia por primera vez, aunque descendió la temporada siguiente. Después de 1978, se convirtió en asiduo en la Primera Liga de Yugoslavia y se convirtió en un club importante. Dos años más tarde, el equipo llegó a la Copa de la UEFA, aunque cayó eliminado en la primera ronda por el Dinamo Dresde de Alemania Oriental. 
En las competiciones nacionales, su mayor éxito fue llegar a la final de la Copa de Yugoslavia en 2000, perdiendo contra el Estrella Roja de Belgrado. Su presencia en la final de copa le otorgó un puesto en la Copa de la UEFA la siguiente temporada. Esta vez, el equipo tuvo más éxito, eliminando al JK Viljandi Tulevik de Estonia en la primera ronda, pero fue eliminado en la siguiente por el club griego OFI Creta. Esta segunda ronda de la Copa de la UEFA es su mayor éxito en la historia.
A lo largo de su historia, han jugado en el FK Napredak algunos jugadores importantes como Vladimir Durkovic, Ognjen Petrović, Dušan Pesic y Dragisa Binic. 
Tras unas temporadas en la Prva Liga (Segunda División), el 19 de julio de 2007, la Asociación de Fútbol de Serbia decidió que el Napredak ascendía a la Superliga de Serbia y reemplazar al FK Mladost Apatin que se retiró de la competición después de ser incapaz de soportar la carga financiera de jugar en la máxima categoría.

## Estadio

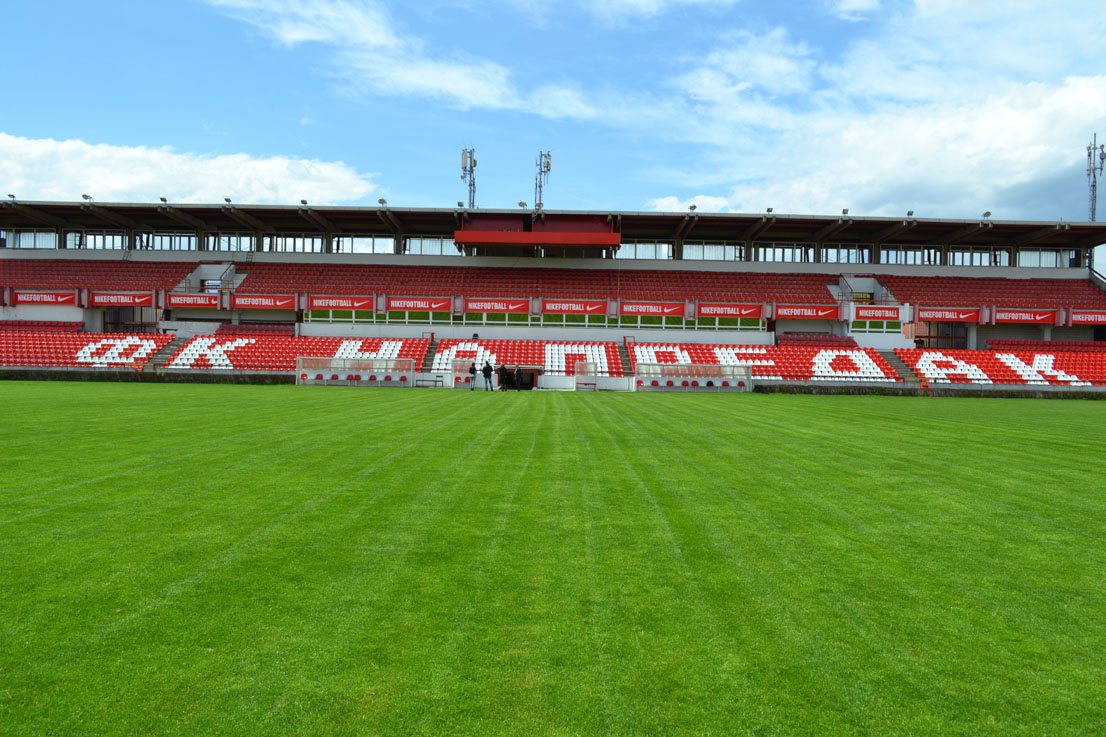
El Estadio Mladost.

El estadio del Napredak es el Estadio Mladost, con capacidad para 10.811 espectadores (todos sentados), el cual se construyó en 1976.

## Palmarés
- Segunda Liga de Yugoslavia (4): 1958, 1976, 1978, 1988
- Segunda Liga de la RF de Yugoslavia (1): 2000
- Segunda Liga de Serbia y Montenegro (1): 2003
- Segunda División de Serbia (2): 2013, 2016

## Participación en competiciones de la UEFA
| Temporada | Torneo   | Ronda          | Club                | Ida | Vuelta | Global |  |
| --------- | -------- | -------------- | ------------------- | --- | ------ | ------ |  |
| 1980–81   | UEFA Cup | 1              | Dinamo Dresde       | 0–1 | 0–1    | 0–2    |  |
| 2000–01   | UEFA Cup | Clasificatoria | JK Viljandi Tulevik | 5–1 | 1–1    | 6–1    |  |
| 2000–01   | UEFA Cup | 1              | OFI                 | 0–0 | 0–6    | 0–6    |  |

## Jugadores

### Jugadores destacados
| - Yaw Antwi - Dragiša Binić - Davor Čop - Dragan Pejic - Marko Đorđević - Zivorad Djokic - Vladimir Durković - Milan Gajić - Vasil Gunev - Ivan Gvozdenović - Dragiša Ilić - Milomir Jakovljević - Slavoljub Janković - Pavle Jevtic - Goran Jezdimirović - Milorad Jovanovic - Nebojša Karamarković | - Branislav Kojičić - Dragoljub Kostić - Slavoljub Krnjinac - Vlade Lazarevski - Jugoslav Lazić - Nikola Mikić - Bojan Miladinović - Vladimir Milosavljević - Nikola Mitrović - Predrag Pavlović - Aleksandar Perovic - Svetomir Petrović - Dušan Pešić - Miladin Pešterac - Ivan Petrović - Ljubomir Petrović - Ognjen Petrović | - Svetomir Petrović - Branislav Popovic - Bratislav Punoševac - Kosta Radovanović - Milenko Rajković - Nenad Sakić - Marko Simeunovič - Zoran Simović - Saša Stamenković - Milutin Stepić - Stevan Stošić - Jovica Škoro - Nenad Šljivić - Ognjen Vranješ - Bojan Zajić - Dušan Petronijević |